# Deming (Nouveau-Mexique)
Pour les articles homonymes, voir Deming.
La ville de Deming est le siège du comté de Luna, situé dans le Nouveau-Mexique, aux États-Unis. Sa population s’élevait à 14 855 habitants lors du recensement de 2010, et estimée à 14 183 habitants en 2017, dont une majorité de Latinos.

## Démographie
| Groupe            | Deming | Nouveau-Mexique | États-Unis |
| ----------------- | ------ | --------------- | ---------- |
| Blancs            | 76,6   | 68,4            | 72,4       |
| Autres            | 17,3   | 15,1            | 6,4        |
| Métis             | 2,7    | 3,8             | 2,9        |
| Afro-Américains   | 1,6    | 2,1             | 12,6       |
| Amérindiens       | 1,3    | 9,4             | 0,9        |
| Asiatiques        | 0,6    | 1,4             | 4,8        |
| Total             | 100    | 100             | 100        |
|                   |        |                 |            |
| Latino-Américains | 68,6   | 46,3            | 16,7       |

Selon l'American Community Survey, pour la période 2011-2015, 52,57 % de la population âgée de plus de 5 ans déclare parler l’espagnol à la maison, 45,82 % l'anglais et 1,60 % une autre langue.